# Bootsy Collins
William "Bootsy" Collins (Cincinnati, 26 de outubro de 1951) é um baixista, cantor e compositor de funk.
Após destacar-se com a banda de James Brown, no fim da década de 1960, e com o Parliament-Funkadelic nos anos 1970, o baixo pulsante de Collins e seus vocais bem-humorados o estabeleceram como um dos principais nomes do funk. Collins faz parte do Rock and Roll Hall of Fame, para o qual foi indicado em 1997 com quinze outros membros do Parliament-Funkadelic.

## Biografia

### Décadas de 1960 e 70
Juntamente com seu irmão mais velho, Catfish Collins, Kash Waddy e Philippé Wynne, Collins formou em 1966 a banda chamada The Pacesetters. Em março de 1970, depois da maior parte dos membros da banda de James Brown abandoná-lo, devido a uma disputa salarial, os Pacesetters foram contratados para tocar com o cantor, e passaram a ser conhecidos como The J.B.'s (também são conhecidos como os J.B.'s "originais", como forma de distingui-los das formações posteriores da banda). Embora tenham trabalhado para Brown por apenas 11 meses, os J.B.'s originais tocaram em algumas das gravações de funk mais intensas do artista, incluindo "Get Up (I Feel Like Being a) Sex Machine", "Super Bad", "Soul Power" e "Talkin' Loud and Sayin' Nothing".
O então jovem Bootsy envolveu-se diversas vezes em conflito com o sistema rígido usado por James Brown para disciplinar sua jovem banda sempre que sentia que haviam saído da linha. Após sair da banda eventualmente, Collins se mudou para Detroit, seguindo o conselho da cantora e futura companheira de Parliament, Mallia Franklin.

### House Guests, P-Funk, Rubber Band e Sweat Band
Eventualmente Bootsy retornou a Cincinnati, onde formou o House Guests com seu irmão Phelps Collins, Rufus Allen, Clayton "Chicken" Gunnels, Frank Waddy, Ronnie Greenaway e Robert McCullough. O House Guests lançou dois singles com a gravadora House Guests, assim como um terceiro com o nome de The Sounds of Vision, na gravadora House Guess.
Franklin introduziu os dois irmãos Collins a George Clinton, e em 1972 ambos, juntamente com Waddy, entraram para o Funkadelic. Bootsy tocou baixo na maior parte dos primeiros álbuns do Funkadelic e do Parliament, e tem diversos créditos pelas composições da banda no período.
Em 1976 Bootsy, Catfish, Waddy, Joel Johnson (1953-2018), Gary "Mudbone" Cooper, Robert Johnson e The Horny Horns formaram a Bootsy's Rubber Band, uma "unidade independente" destinada a turnês, do P-funk de George Clinton. O grupo acabou gravando quatro álbuns, dos quais os primeiros três costumam ser considerados como gravações essenciais do P-Funk. O álbum de 1978 do grupo, Bootsy? Player of the Year, chegou ao topo das paradas de sucesso de R&B, e teve um single, "Bootzilla", ocupando a primeira posição.
Como George Clinton, Bootsy assumiu diversos alter egos durante sua carreira, de "Casper the Funky Ghost" ("Casper, o Fantasma Funky", um trocadilho com o personagem Casper the Friendly Ghost) até "Bootzilla" (de Godzilla), como parte de um personagem em evolução, um rock star alienígena que ficava cada vez mais bizarro à medida que o tempo passava (ver mitologia P-Funk). Foi neste período que Collins adotou seu tradicional baixo "espacial" (space bass), em força de estrela.
Bootsy também lançou um álbum em 1980 chamado Sweat Band, pela gravadora Uncle Jam, de George Clinton, com uma banda chamada de Bootsy's Sweat Band.

### Década de 1980 em diante
Em 1984 Bootsy colaborou com Jerry Harrison, do Talking Heads, na produção de "Five Minutes", uma faixa dançante sampleada e editada a partir do célebre discurso de Ronald Reagan conhecido como "Five Minutes"; a gravação foi creditada a "Bonzo goes to Washington" (também referenciada na faixa de 1985 dos Ramones, "Bonzo goes to Bitburg" e derivada do papel de estreia de Reagan, como o professor Peter Boyd na comédia de 1951, Bedtime for Bonzo).
Em 1990 Bootsy colaborou com o Deee-Lite em seu grande hit "Groove Is in the Heart", no qual contribuiu com vocais adicionais. Embora também tenha aparecido no videoclipe da canção tocando, a linha de baixo da música foi na realidade sampleada de uma canção de Herbie Hancock chamada "Bring Down the Birds". A Rubber Band de Bootsy também atuou como músicos contratados para o Deee-Lite durante uma de suas turnês mundiais.

## Técnica no baixo
Collins tem técnica de baixo pulsante, rítmica e suingada, e que foi muito influente no desenvolvimento do funk. Seu som caracteristicamente rico, produzido por filtros de envelope (como por exemplo o Mutron), é um de seus traços mais exclusivos como baixista. Bootsy também usa em suas linhas semicolcheias altamente sincopadas, combinadas com uma técnica muito forte de slap, com muita influência de Larry Graham. 
As partes de baixo executadas por Collins frequentemente aparecem com destaque na mixagem das canções, e quase sempre são elas que "levam" a canção, e não a guitarra ou os instrumentos de sopro.

## Discografia
- 1976 - Bootsy's Rubber Band - Stretchin' Out in Bootsy's Rubber Band (Warner Bros. Records)
- 1977 - Bootsy's Rubber Band - Ahh… The Name Is Bootsy, Baby! (Warner Bros. Records)
- 1978 - Bootsy's Rubber Band - Bootsy? Player of the Year (Warner Bros. Records)
- 1979 - Bootsy's Rubber Band - This Boot is Made for Fonk-N (Warner Bros. Records)
- 1980 - Bootsy Collins - Ultra Wave (Warner Bros. Records)
- 1980 - Sweat Band - Sweat Band - (Uncle Jam/Columbia Records)
- 1982 - Bootsy Collins - The One Giveth, the Count Taketh Away (Warner Bros. Records)
- 1988 - Bootsy Collins - What's Bootsy Doin'? (Columbia)
- 1990 - Bootsy's Rubber Band - Jungle Bass (4th & Broadway)
- 1994 - Bootsy's New Rubber Band - Blasters of the Universe (Rykodisc)
- 1994 - Zillatron - Lord of the Harvest (Rykodisc)
- 1995 - Bootsy's New Rubber Band - Keepin' Dah Funk Alive 4-1995 (Rykodisc)
- 1997 - Bootsy Collins - Fresh Outta 'P' University (WEA/Black Culture)
- 1998 - Bootsy's Rubber Band - Live in Louisville 1978 (Disky)
- 2002 - Bootsy Collins - Play With Bootsy (WEA International)
- 2006 - Bootsy's New Rubber Band - Live In Concert 1998 (ABC Entertainment / A Charly Films Release)
- 2006 - Bootsy Collins - Christmas Is 4 Ever (Shout Factory)
- 2008 - Science Faxtion - Living on Another Frequency (Mascot Records)
- 2017 - World Wide Funk (Mascot Records)